# Belgic (navire de 1885)
Pour les articles homonymes, voir Belgic.
Le Belgic est un paquebot-mixte de la White Star Line mis en service en 1885. Construit sur un modèle proche des sister-ships Ionic et Doric, il a également un jumeau, le Gaelic. Ces deux jumeaux sont commandés pour rejoindre la ligne du Pacifique, dans le cadre d'un contrat d'affrètement pour le compte de l'Occidental and Oriental Steamship Company, rôle qu'avaient déjà tenu deux navires portant le même nom. Jusqu'en 1898, le Belgic assure des traversées entre San Francisco et Hong Kong en passant par Yokohama, sa carrière n'étant troublée que par quelques incidents.
Devenu inutile, le navire retourne en Angleterre. La White Star n'en ayant pas besoin, elle le vend à l'Atlantic Transport Line, qui le renomme Mohawk et l'affecte en septembre 1899 sur la ligne de New York. Dès décembre, cependant, le navire est réquisitionné dans le cadre de la seconde guerre des Boers. Le navire est libéré de son service en 1902, mais la compagnie décide de ne pas le remettre en état et le vend l'année suivante à des démolisseurs.

## Histoire

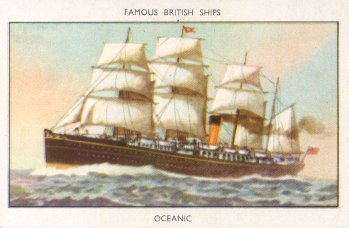
L'Oceanic accompagne le Belgic durant plusieurs années sur la ligne du Pacifique.

Depuis 1874, la White Star Line entretient des rapports privilégiés avec l'Occidental and Oriental Steamship Company, compagnie créée pour s'imposer sur la ligne du Pacifique. C'est en effet la White Star qui a prêté trois navires, l'Oceanic, le Gaelic et le Belgic à l'O&O naissante pour lui permettre de lancer son service. Afin de renouveler ce service, la White Star met en service l'Arabic et le Coptic en 1881. Deux nouveaux navires sont encore commandés sur un modèle proche, pour 1885. Le Belgic et le Gaelic ayant été vendus en 1883, les deux nouveaux navires prennent leurs noms.
Le Belgic (deuxième du nom) est ainsi lancé dans les chantiers Harland & Wolff de Belfast le 3 janvier 1885. Dès le 7 juillet suivant, il est prêt pour le service et est livré à la White Star. Bien qu'il ait été conçu pour le Pacifique, le Belgic effectue son voyage inaugural entre Liverpool et New York. Une fois cette traversée terminée, il part sur la ligne de San Francisco à Hong Kong et y effectue son premier voyage le 28 novembre 1885. Le Gaelic entre en service sur la même ligne à peu près en même temps.
Sa carrière est entravée par plusieurs incidents. Dès janvier 1886 par la rupture d'un piston lors d'un voyage vers l'escale de Yokohama, ce qui retarde son retour à San Francisco de huit jours. En février 1895, un cas de variole parmi les membres d'équipage oblige à placer le navire en quarantaine durant plusieurs jours, jusqu'à sa désinfection. Le 26 mai 1894, alors que l'on procède à l'embarquement de caisses de thé, le Belgic est heurté par le navire Ulysses, la barge à thé située entre eux coulant sous le choc. Enfin, le 9 septembre 1895, le navire s'échoue près des côtes japonaises en quittant Yokohama. Il faut un mois pour le remettre à flot, après quoi des réparations sont nécessaires.
Le Belgic effectue son dernier voyage sur le Pacifique en 1898, puis rentre au Royaume-Uni. La White Star n'en ayant pas l'utilité, elle le revend l'année suivante à l'Atlantic Transport Line qui le renomme Mohawk. Sous ce nouveau nom, il entre sur la ligne entre Londres et New York en août 1899. Ce service est presque aussitôt troublé par la seconde guerre des Boers, puisque le navire est réquisitionné en décembre suivant comme transport de troupes. Il n'est libéré de ce service qu'en 1902. La compagnie ne désirant pas le remettre en état, il est démoli à Liverpool en 1903.

## Caractéristiques
Le Belgic et son jumeau sont des navires conçus pour être très proches des deux navires précédents de la compagnie, l'Ionic et le Doric. Tous ont une silhouette similaire, avec quatre mâts (qui, à l'époque, sont encore conçus pour porter des voiles) et une cheminée aux couleurs de la compagnie (ocre brun avec une manchette noire). Le Belgic est cependant légèrement plus petit que ses prédécesseurs, avec 128 mètres de long par 13,4 de large, et 4 242 tonneaux de jauge brute.
Le navire est principalement conçu pour le transport de marchandises, mais peut aussi accueillir 70 passagers de première classe, ainsi que des émigrants en cas de besoin, dans des conditions assez précaires. Il est propulsé par deux machines alternatives compound alimentant une hélice, pouvant en théorie propulser le navire à 14 nœuds. Dans la pratique, il navigue en réalité à une vitesse moyenne de 12,5 nœuds.